# Magna Steyr
Magna Steyr Fahrzeugtechnik AG es un fabricante de automóviles con sede en Graz (Austria). Subsidiaria de la canadiense Magna International, perteneció a la agrupación Steyr-Daimler-Puch. Reconocida por su producción colaborativa con marcas como BMW, Mercedes Benz, entre otras.

## MILA
- Artículo Principal: Magna steyr MILA
- Artículo Principal: Magna steyr mila alpin

Magna Steyr creó Mila para mostrar su tecnología e investigación. Varios prototipos han sido expuestos en varios salones del automóvil.

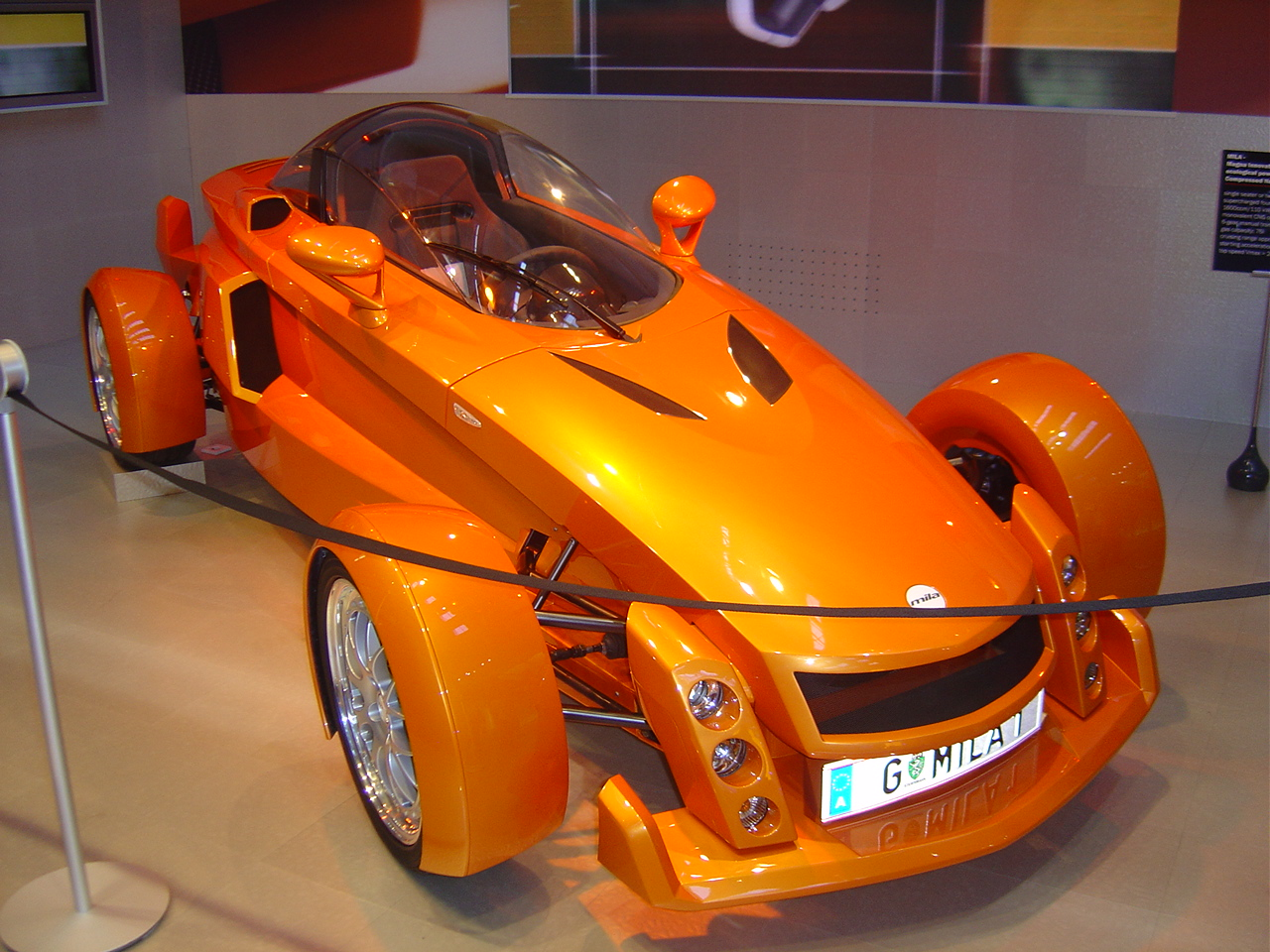

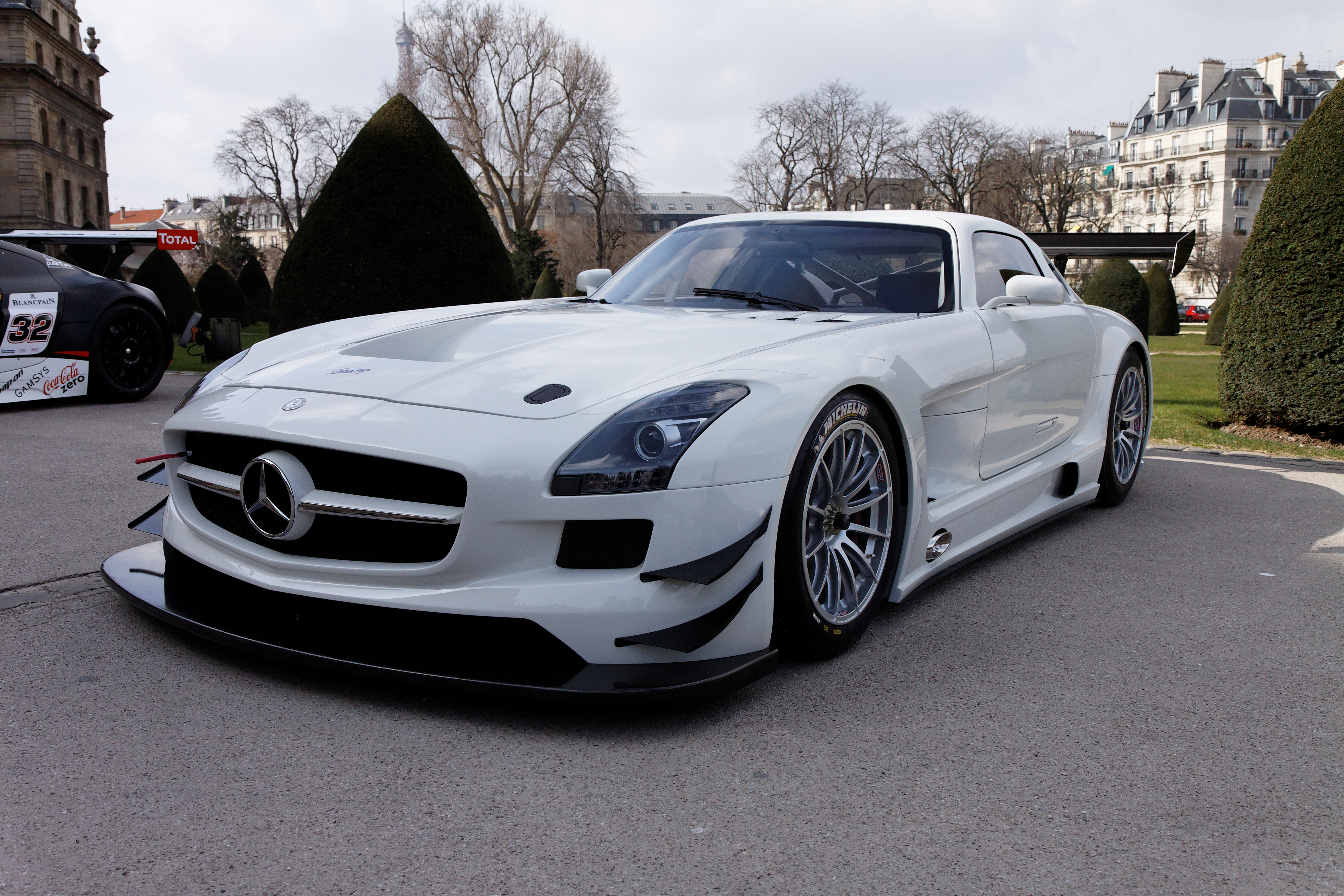
Mercedes-Benz AMG SLS

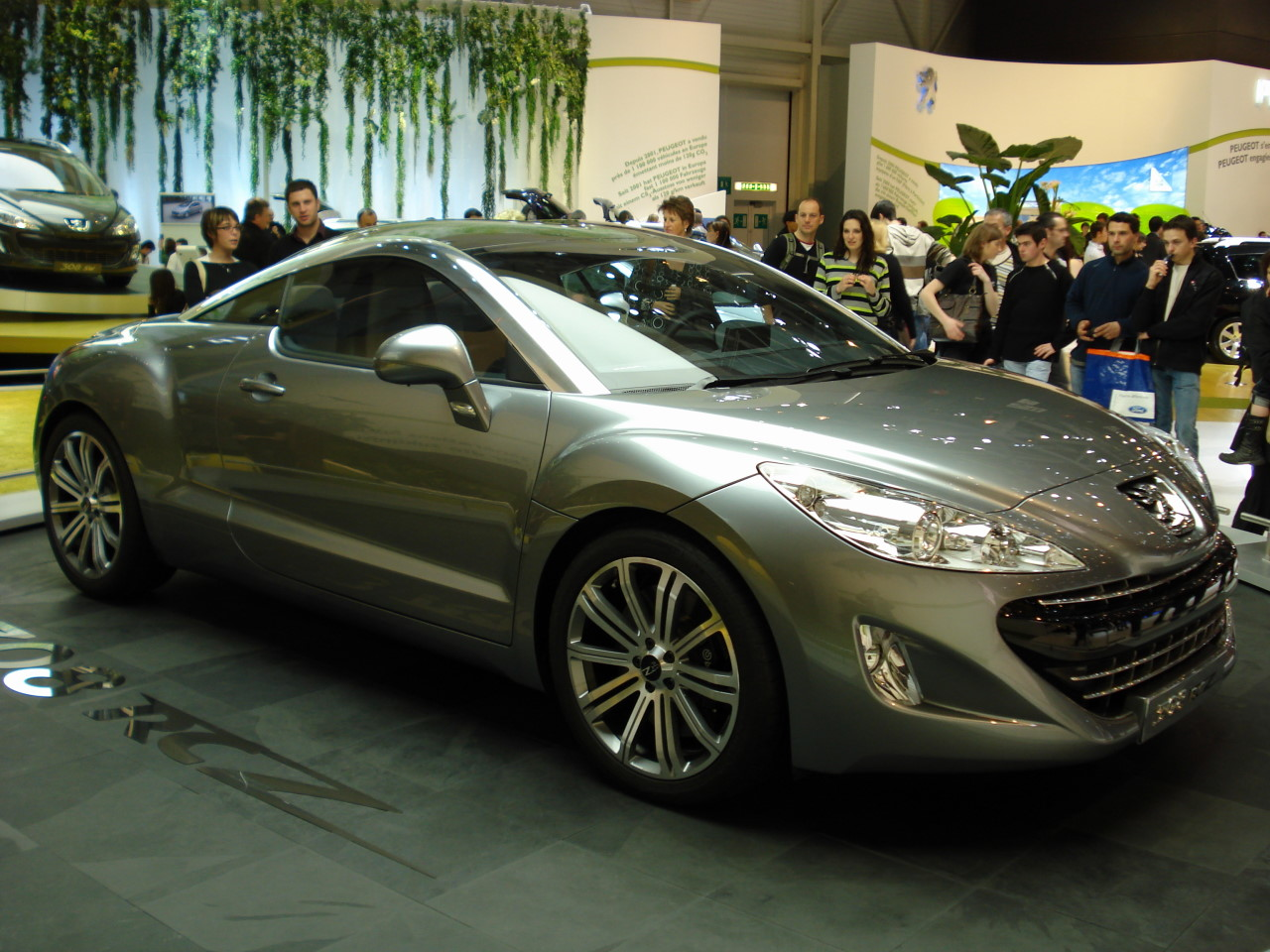
Peugeot 308 RCZ Concept

### Mila Aerolight
En el Salón de Ginebra 2011, se presentó el Mila Aerolight, un compacto de cuatro plazas, propulsado por un motor GNC .

### Mila EV
El EV Mila era un plug-in eléctrico que fue presentado en el Salón del Automóvil de Ginebra del año 2009.

### Mila Alpin
El Alpin es un pequeño y ligero vehículo todoterreno para cuatro pasajeros en una disposición de los asientos 3 +1. Fue presentado al público por primera vez en Salón del Automóvil de Ginebra 2011. Mide 3540mm de largo, 1703mm de ancho y 1750 mm de alto. Posee un motor de 3 cilindros de 1.0 L (999 cc) y el motor tiene dos versiones, GNC o gasolina. La versión de gasolina es mucho más ligera, con un peso de 906 kg.

### Mila Future
Presentado en el Salón del Automóvil de Ginebra de 2007, el future Mila es una escultura con cuatro opciones de techo: coupé, Landaulet, copster (un cruce entre un coupé y roadster) y roadster.

### MILA
Fue presentado en el Salón de Frankfurt de 2005 como un coche deportivo de una sola plaza. También fue presentado el Mila 2, una versión de dos plazas.

## Automóviles desarrollados
- BMW X3 2003–2010
- Jeep Commander 2006–2010
- Jeep Grand Cherokee WH 2005–2010
- Chrysler 300C 2005–2010
- Saab 9-3 Convertible 2003–2009
- Mercedes-Benz Clase E 2003–2006

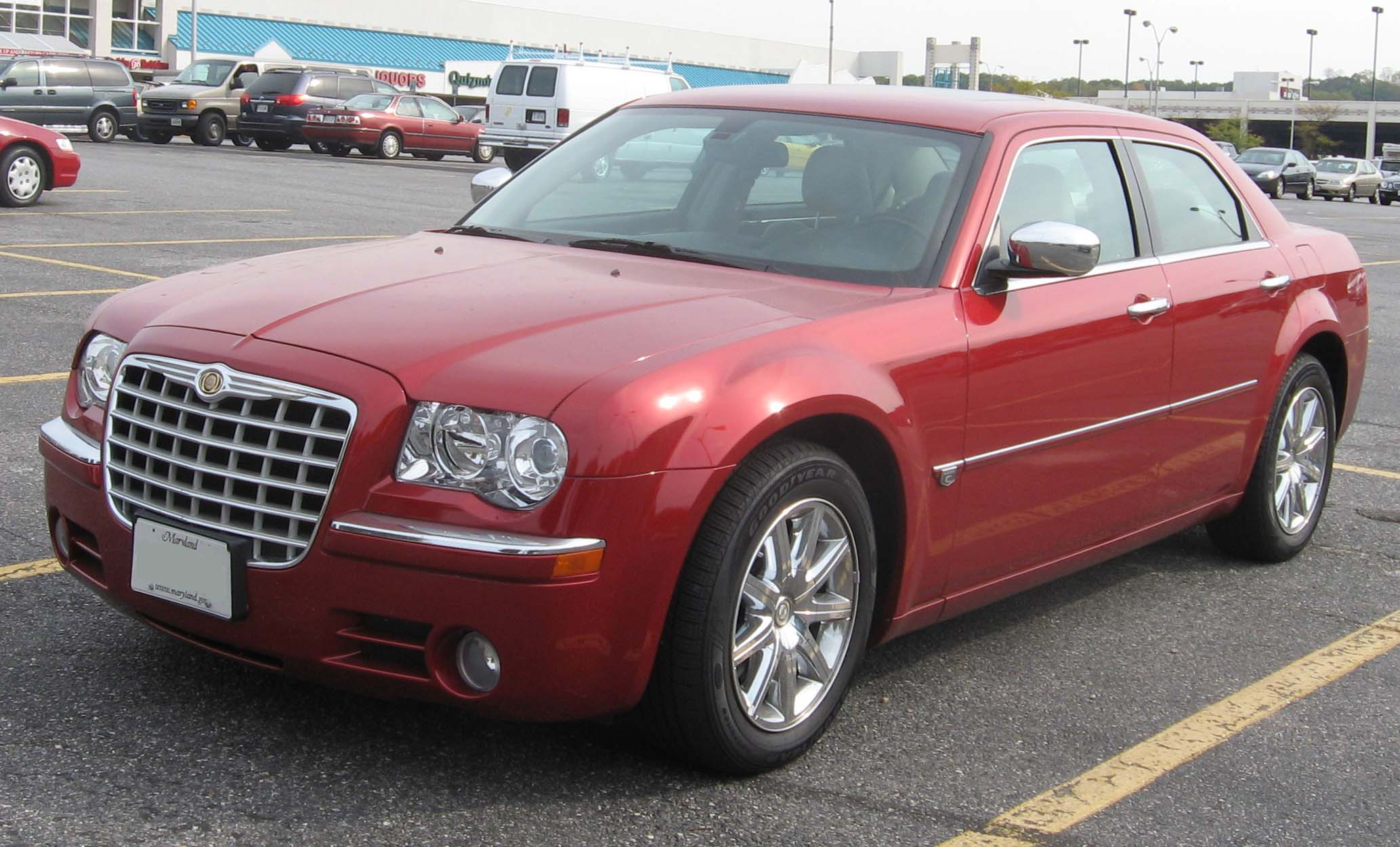
Chrysler 300C

- Chrysler Voyager julio de 2007–diciembre de 2007
- Mercedes-Benz Clase M 1999–2002
- Mercedes-Benz Clase E 1996–2002
- Jeep Grand Cherokee ZG, WG, WJ 1994–2004
- Audi V8L 1990–1994
- Volkswagen Golf Country 1990–1991
- Volkswagen Transporter T3 4x4 1984–1992
- Pinzgauer 1971–2000
- Haflinger 1959-1974
- Puch 500 / 650 / 700c / 126 1957-1975
- Alpenwagen 1919
- Voiturette 1904
- Aston Martin Rapide - desde 2010
- Mini Countryman (Crossover) – desde 2010
- Peugeot RCZ - desde 2010
- Mercedes-Benz SLS AMG - desde 2009
- Mercedes-Benz Clase G – desde 1979
- Ineos Grenadier - desde 2018